# The Kindness of Strangers
Pour le film, voir The Kindness of Strangers (film).
Albums de Spock's Beard
Beware of Darkness
(1996) Day for Night
(1999)
The Kindness of Strangers est le troisième album du groupe de rock progressif, Spock's Beard, sorti en mars 1998.

## Liste des chansons
- 01. The Good Don't Last (10:04)
  - Introduction
  - The Good Don't Last
  - The Radiant Is
- 02. In The Mouth Of Madness (4:45)
- 03. Cakewalk On Easy Street (5:01)
- 04. June (5:29)
- 05. Strange World (4:20)
- 06. Harm's Way (11:05)
- 07. Flow (15:48)
  - True Believer
  - A Constant Flow Of Sound
  - Into The Source

## Bonus sur la version Japon
- 08. Into Fire

## Musiciens
- Neal Morse : claviers, guitare, chant
- Alan Morse : guitare
- Dave Meroes : basse
- Nick D'Vigillo : batterie
- Ryo Okumoto : claviers

## Appréciations de leurs créateurs
Neal Morse : « Je me souviens surtout de l’enregistrement des parties de guitare de June qui s’est passé dans une sorte de grenier où il y avait de l’air conditionné. J’avais donc très froid et j’avais du mal à bouger mes doigts. C’est un bon album, je pense que tous ces albums sont bons. »
Nick D'Vigillo : « Un de mes favoris, parmi les vieux albums de Spock’s Beard. Il a introduit le côté pop/rock dans le groupe. C’est un bon album. Beaucoup de belles mélodies dessus. »